# Big (Kuskokwim)
Pour les articles homonymes, voir Big.
La rivière Big est un cours d'eau d'Alaska, aux États-Unis. C'est un affluent de la Middle Fork Kuskokwim elle-même affluent du fleuve Kuskokwim.

## Description
Longue de 130 milles (209 km), elle coule en direction du nord-nord-ouest  jusqu'à son confluent avec la Middle Fork Kuskokwim à 3,3 milles (5 km) de son confluent avec le fleuve Kuskokwim, à 24 milles (39 km) à l'est de McGrath.
Son nom a été référencé en 1909 par Maddreb de l'Institut d'études géologiques des États-Unis, son nom local était Kwikpak.